# Daniel Anyiam
Daniel Amobi Amadi Anyiam, né le 26 novembre 1926 et mort le 6 juillet 1977, est un joueur et entraîneur de football nigérian. Le Dan Anyiam Stadium d'Owerri porte son nom.
Il est le premier capitaine de l'histoire de l'équipe du Nigeria de football en 1949.
De plus, il est le premier entraîneur des Enugu Rangers avant d'être le sélectionneur de l'équipe nationale de 1954 à 1956, puis de 1964 à 1965. En 1977, il est nommé ministre des Sports de l'État d'Imo.